# Skilling
Skilling var en møntenhed i Sverige, Norge og Danmark. I Danmark blev den afskaffet i 1874. Den blev første gang udmøntet i Danmark under Christoffer af Bayern og havde værdien 1/16 mark = 12 penning. Tegnet ß har tidligere været brugt som symbol for skilling.
Den danske 1 skilling fra 1771 blev slået i 55 millioner eksemplarer, hvilket gør den til Danmarks almindeligste skillingsmønt. På grund af de mange 7-taller (to i årstallet og to i Christian 7.s monogram) blev netop denne mønt ofte anvendt som lykkeskilling.